# USS Minnesota (BB-22)
USS Minnesota (BB-22) – pancernik typu Connecticut. Był drugim okrętem US Navy noszącym nazwę pochodzącą od 32 stanu USA. Jego stępka została położona w stoczni Newport News Shipbuilding Company 27 października 1903. Został zwodowany 8 kwietnia 1905, matką chrzestną była Rose Marie Schaller. Okręt przyjęto do służby 9 marca 1907 roku, z komandorem J. Hubbardem jako dowódcą.
Po odbyciu dziewiczego rejsu w pobliżu Nowej Anglii "Minnesota" została przydzielona do zadania związanego z wystawą Jamestown Exposition, która odbywała się w Jamestown (Wirginia) od 22 kwietnia do 3 września 1907. 16 grudnia okręt opuścił Hampton Roads jako jeden z 16 pancerników wysłanych przez prezydenta USA Theodora Roosevelta w podróż dookoła świata. Podróż ta znana jako "Great White Fleet" trwała do 22 lutego 1909, spełniając rolę środka odstraszającego na Pacyfiku, podnosząc prestiż USA jako globalnej siły oraz, co najważniejsze, pokazując Kongresowi, że silna flota wojenna oraz kwitnąca flota handlowa są potrzebne do utrzymywania rozrastających się wpływów USA i ich zamorskich kolonii.
Po powrocie z rejsu dookoła świata "Minnesota" została przydzielona do Floty Atlantyckiej. Podczas następnych trzech lat działała głównie wzdłuż wschodniego wybrzeża USA, z jedną krótką wyprawą do kanału La Manche. W 1912 jej przydziały były związane mocno ze sprawami dotyczącymi stosunków politycznych na kontynencie amerykańskim. Podczas pierwszej połowy roku pływała po wodach kubańskich i stacjonowała w bazie Guantanamo od 7 do 22 czerwca, wspierając akcję mające na celu wprowadzenie porządku podczas kubańskiej rewolucji. Następnej wiosny i lata pancernik pływał po wodach meksykańskich. W 1914 wracał dwukrotnie na wody meksykańskie (26 stycznia do 7 sierpnia i 11 października do 19 grudnia) w czasie gdy Meksyk był rozdzierany przez walki domowe. W 1915 okręt wznowił operacje w pobliżu wschodniego USA z okazjonalnymi rejsami w rejon Karaibów. Te działania kontynuował do listopada 1916, kiedy stał się okrętem flagowym Sił Rezerwowych Floty Atlantyckiej.
6 kwietnia 1917, gdy USA wypowiedziały wojnę państwom centralnym, rozpoczynając swój udział w walkach I wojny światowej, "Minnesota" została ponownie włączona do aktywnej floty w cieśninie Tangier i została przydzielona do 4. Dywizjonu Floty Pancerników (ang. Division 4, Battleship Force). Podczas I wojny światowej był przeznaczony jako okręt szkoleniowy do treningu artylerzystów i mechaników. Pływał w rejonie środkowego Atlantyku do 29 września 1918. Tego dnia 20 mil od latarniowca Fenwick okręt wszedł na minę, prawdopodobnie położoną przez niemiecki okręt podwodny U-117. Po odniesieniu ciężkich uszkodzeń na sterburcie, ale bez strat w ludziach, pancernik dotarł do Filadelfii, gdzie przeszedł 5 miesięczny remont. 11 marca 1919, wrócił do aktywnej służby jako część Sił Krążowniczych i Transportowych (ang. Cruiser and Transport Force). Przydzielony do tych sił do 23 lipca, odbył trzy rejsy do Brestu i z powrotem, przewożąc z Europy do USA 3 000 weteranów I wojny światowej.
Następnie przeznaczony ponownie na okręt szkolny "Minnesota" podjął dwa rejsy z podchorążymi w 1920 i w 1921 zanim został wycofany ze służby 1 grudnia 1921. Skreślony z Rejestru Morskiego tego samego dnia został rozbrojony w stoczni w Filadelfii, a 23 stycznia 1924 został sprzedany na złom.